# La Tour de Nesle (film, 1937)
Pour les articles homonymes, voir La Tour de Nesle (homonymie).
Pour plus de détails, voir Fiche technique et Distribution.
La Tour de Nesle est un film français réalisé par Gaston Roudès, sorti en 1937.

## Fiche technique
- Titre : La Tour de Nesle
- Réalisation : Gaston Roudès
- Assistant réalisateur : Serge Debecque
- Scénario : Gaston Roudès, d'après la pièce de Frédéric Gaillardet et Alexandre Dumas
- Photographie : Jacques Montéran
- Son : Georges de Cespédès
- Costumes : Louis Granier
- Décors : Robert-Jules Garnier et Marcel Magniez
- Musique : Jean Lenoir
- Production : Edmond Ratisbonne (Société de production et d'exploitation du film La Tour de Nesle)
- Pays d'origine :  France
- Durée : 95 minutes
- Date de sortie : France, 30 juillet 1937

## Distribution
- Tania Fédor : Marguerite de Bourgogne
- Jean Weber : les frères Gauthier et Philippe d'Aunay
- Jacques Varennes : Jehan Buridan
- Nicolas Amato : Orsini
- Jacques Berlioz : Enguerrand de Marigny
- Meg Whanda : la princesse Jeanne
- Alexandre Rignault : Landry
- Julien Clément : Hector de Chevreuse
- Robert Ozanne : Louis X le Hutin
- Génia Vaury : la princesse Blanche
- Pierre Morin : Savoisy
- Serjius : Jehan
- Jacques Christiany : Sire Raoul